# Rhyacopsyche jimena
Rhyacopsyche jimena är en nattsländeart som beskrevs av Oliver S. Flint Jr. 1991. Rhyacopsyche jimena ingår i släktet Rhyacopsyche och familjen smånattsländor. Inga underarter finns listade i Catalogue of Life.